# The House of the Rising Sun
The House of the Rising Sun (vertaald: het huis van de opkomende zon) is een zogenaamde traditional, een traditioneel volkslied uit de Verenigde Staten, vele malen opgenomen en vooral bekend geworden in een rock-'n-rollversie door The Animals (1964). De oudst gevonden tekst is opgeschreven door William F. Burroughs en gepubliceerd in 1925. Later is het uitgebracht in folkversies door onder meer Joan Baez in 1960, door Nina Simone in 1961 en door Bob Dylan in 1962. In 1969 had de Amerikaanse rockband Frijid Pink er wederom een hit mee, deze versie was veel rauwer dan de andere versies. Oorspronkelijk had het lied meer een bluegrassgeluid, voor het eerst opgenomen door Clarence Ashley en Gwen Stanley Foster in 1928 en later door onder meer Woody Guthrie (in 1940) als folkblues. De tekst, althans delen ervan, gaat volgens sommige bronnen terug tot de 16e eeuw en de melodie zou zijn afgeleid van Engelse folk.

## Covers
Het nummer is ongetwijfeld al honderden keren gecoverd. Het brein achter de bekendste versie is volkszanger Dave Van Ronk. Bob Dylan coverde het nummer van hem en nam het op in 1962 op zijn plaat Bob Dylan. Dave Van Ronk kon nu het nummer niet meer spelen omdat iedereen dacht dat hij het had gecoverd van Dylan. Nadat The Animals hun versie hadden uitgebracht kon Dylan het nummer op zijn beurt niet meer spelen, omdat iedereen dacht dat hij het van hen had gecoverd. Hij was echter zeer geboeid door de versie van The Animals en met name de orgelbegeleiding van Alan Price. Op zijn eerste Europese tour in Engeland in 1965 was Alan, die vanwege vliegangst The Animals net verlaten had, voortdurend van de partij zoals te zien is in de film Dont Look Back van Pennebaker. De orgelsolo, die op de Animalsversie van het nummer te horen is en zijn aanwezigheid tijdens de tour zouden Dylan hebben geïnspireerd om bij de opnamen van Highway 61 Revisited een paar weken later de organist Al Kooper te introduceren, die zijn werk een nieuwe dimensie gaf.
In 2002 bracht de Britse rockband Muse een cover uit van het nummer. Deze is te vinden op het album NME in Association with War Child Presents 1 Love. Tijdens concerten van The Resistance Tour en The 2nd Law Tour werd het nummer gebruikt als intro van het nummer Time Is Running Out. In 2014 bracht de band Five Finger Death Punch een heavy metal-versie van het nummer uit. In 2017 maakte de Britse indiepopband alt-J een bewerking op hun album Relaxer.
Het lied is ook gecoverd als Duitstalige versie in het computerspel Wolfenstein: The New Order.

## Betekenis
Er is veel gespeculeerd over de herkomst en de betekenis van The House of the Rising Sun. De zanger vertelt dat hij zijn leven heeft vergooid in een gebouw met deze naam. Dit verwijst hoogstwaarschijnlijk naar een gevangenis of een bordeel. De term 'rising sun' werd vaker gebruikt in traditionele Amerikaanse en Engelse volksliederen en was een tersluikse verwijzing naar bordelen. In sommige versies van het nummer is de hoofdpersoon een man, in andere een vrouw.

## Het huis
Aangezien het nummer mogelijk al uit de 18e eeuw stamt is niet meer te achterhalen of het wel of niet verwijst naar een bestaand gebouw. Wel zijn er meerdere theorieën:
- Van 1820 tot 1822 heeft er in het French Quarter van New Orleans een hotel gestaan met de naam Rising Sun. Dit hotel werd zeer waarschijnlijk voor prostitutie gebruikt. Het brandde in 1822 af.
- Van 1862 tot 1874 stond aan de Esplanade Avenue in New Orleans een bordeel dat eigendom was van een zekere Madam Marianne LeSoleil Levant, dat 'Mevrouw Marianne de opkomende zon' betekent.
- Een vroegere vrouwengevangenis, de New Orleans Prison for Women, had precies in het midden van de gevel een groot rond raam dat door de gevangenen de 'opkomende zon' genoemd werd.
- In de 19e eeuw stond er in Carrollton, net buiten New Orleans, een gebouw dat de Rising Sun Hall heette.

## The Animals
The House of the Rising Sun is een single van de Engelse band The Animals in 1964.

### Tracklist

#### 7" Single
Columbia DB 7301 (EMI) [uk] (19-06-1964)
1. The House of the Rising Sun – 4:29
2. Talkin' 'Bout You – 1:54

Columbia C 22 791 (EMI) [de] (19-06-1964)
1. The House of the Rising Sun – 4:29
2. Talkin' 'Bout You – 1:54

RAK RR 1
1. The House of the Rising Sun
2. Don't Let Me Be Misunderstood
3. I'm Crying

#### Dance For Ever – 7" Single
Columbia 006 91569 [be] (1972)
1. The House of the Rising Sun – 4:15
2. Don't Let Me Be Misunderstood – 2:11

### Hitnotering
| The House of the Rising Sun | The House of the Rising Sun | The House of the Rising Sun | The House of the Rising Sun | The House of the Rising Sun | The House of the Rising Sun | The House of the Rising Sun | The House of the Rising Sun | The House of the Rising Sun | The House of the Rising Sun | The House of the Rising Sun |
| Hitlijst                    | Datum van binnenkomst       | Week:                       | 1                           | 2                           | 3                           | 4                           | 5                           | 6                           | 7                           |                             |
| --------------------------- | --------------------------- | --------------------------- | --------------------------- | --------------------------- | --------------------------- | --------------------------- | --------------------------- | --------------------------- | --------------------------- | --------------------------- |
| Tijd Voor Teenagers Top 10  | 25-7-1964                   | Positie:                    | 8                           | 7                           | 7                           | 7                           | 8                           | 5                           | 6                           | uit                         |

### Evergreen Top 1000
| The House of the Rising Sun in de Evergreen Top 1000 | The House of the Rising Sun in de Evergreen Top 1000 | The House of the Rising Sun in de Evergreen Top 1000 | The House of the Rising Sun in de Evergreen Top 1000 | The House of the Rising Sun in de Evergreen Top 1000 | The House of the Rising Sun in de Evergreen Top 1000 | The House of the Rising Sun in de Evergreen Top 1000 | The House of the Rising Sun in de Evergreen Top 1000 | The House of the Rising Sun in de Evergreen Top 1000 | The House of the Rising Sun in de Evergreen Top 1000 | The House of the Rising Sun in de Evergreen Top 1000 | The House of the Rising Sun in de Evergreen Top 1000 | The House of the Rising Sun in de Evergreen Top 1000 | The House of the Rising Sun in de Evergreen Top 1000 | The House of the Rising Sun in de Evergreen Top 1000 | The House of the Rising Sun in de Evergreen Top 1000 |
| Jaar                                                 | 2008                                                 | 2009                                                 | 2010                                                 | 2011                                                 | 2012                                                 | 2013                                                 | 2014                                                 | 2015                                                 | 2016                                                 | 2017                                                 | 2018                                                 | 2019                                                 | 2020                                                 | 2021                                                 | 2022                                                 |
| ---------------------------------------------------- | ---------------------------------------------------- | ---------------------------------------------------- | ---------------------------------------------------- | ---------------------------------------------------- | ---------------------------------------------------- | ---------------------------------------------------- | ---------------------------------------------------- | ---------------------------------------------------- | ---------------------------------------------------- | ---------------------------------------------------- | ---------------------------------------------------- | ---------------------------------------------------- | ---------------------------------------------------- | ---------------------------------------------------- | ---------------------------------------------------- |
| Positie                                              | –                                                    | –                                                    | –                                                    | –                                                    | –                                                    | 13                                                   | 19                                                   | 9                                                    | 11                                                   | 11                                                   | 14                                                   | 27                                                   | 32                                                   | 28                                                   | 41                                                   |

### NPO Radio 2 Top 2000
| Nummer met noteringen in de NPO Radio 2 Top 2000 | '99 | '00 | '01 | '02 | '03 | '04 | '05 | '06 | '07 | '08 | '09 | '10 | '11 | '12 | '13 | '14 | '15 | '16 | '17 | '18 | '19 | '20 | '21 | '22 | '23 | '24 |
| ------------------------------------------------ | --- | --- | --- | --- | --- | --- | --- | --- | --- | --- | --- | --- | --- | --- | --- | --- | --- | --- | --- | --- | --- | --- | --- | --- | --- | --- |
| The House of the Rising Sun                      | 13  | 12  | 6   | 6   | 7   | 8   | 8   | 12  | 7   | 7   | 29  | 18  | 25  | 51  | 55  | 78  | 84  | 71  | 77  | 86  | 103 | 124 | 122 | 138 | 152 | 147 |

1. ↑  Een vetgedrukt getal geeft de hoogste notering aan.